# Geert Steurs
Pour les articles homonymes, voir Steurs.
Geert Steurs, né le 24 septembre 1981 à Schoten, est un coureur cycliste belge.

## Biographie

### Jeunesse et carrière amateur
Geert Steurs a une sœur ainée, Karen, qui pratique également le cyclisme au haut niveau.
En 2000, Geert Steurs passe de la catégorie junior à la catégorie espoirs (moins de 23 ans). Il est alors membre dans l'équipe Mapei-Latexco, réserve de l'équipe professionnelle Mapei. Il court ensuite dans l'équipe Domo-Farm Frites Espoirs, réserve de l'équipe professionnelle du même nom. En 2003, il est membre de la formation Slagino Cycling Team Go Pass, dirigée par Dirk De Wolf, aux côtés d'autres futurs professionnels comme Maxime Monfort et David Boucher.
En 2004, il est recruté par l'équipe belge de troisième division (GSIII) Jong Vlaanderen. Avec cette équipe, il est deuxième des Deux jours du Gaverstreek et troisième du championnat de Belgique amateurs. Il fait l'objet d'un contrôle antidopage positif durant le Tour de l'Algarve en février. La Royale ligue vélocipédique belge prononce à son encontre une suspension de 15 mois, du 1er novembre 2004 au 31 janvier 2006.
En 2006, Geert Steurs reprend la compétition au sein de l'équipe continentale belge Pictoflex-Bikeland. Il remporte cette année-là la Topcompétition. Il n'en remporte aucune manche, mais se classe deuxième du Circuit de Wallonie, de la Flèche ardennaise, du Circuit Het Volk espoirs, du Circuit des régions flamandes, et troisième de Hasselt-Spa-Hasselt. Il remporte également le Tour de Hong Kong Shangai, le Tour du Brabant flamand, le Grand prix de Pâques, et est deuxième du Tour de Liège, troisième du Tour du Brabant wallon. Avec l'équipe de Belgique, il participe au Tour de l'Avenir, durant lequel il est troisième d'étape à Ornans. En fin de saison, il intègre en tant que stagiaire l'équipe ProTour Davitamon-Lotto.

### Carrière professionnelle
Geert Steurs devient coureur professionnel en 2007 au sein de l'équipe Silence-Lotto. Durant sa première saison avec cette équipe, il prend la troisième place de la Nokere Koerse. En 2008, il est sixième de Halle-Ingooigem, septième du Grand Prix Jef Scherens, neuvième du Grand Prix d'ouverture La Marseillaise. Il participe au Tour d'Italie, qu'il ne termine pas.
En 2009, il rejoint l'équipe continentale professionnelle Topsport Vlaanderen. Cette année-là, il est septième de Halle-Ingooigem, neuvième du Tour de Saxe, onzième des Trois Jours de Flandre-Occidentale. 
En 2010, il obtient sa première victoire en tant que coureur professionnel : il gagne la deuxième étape du Tour du Qatar, en devançant son compagnon d'échappée Wouter Mol. Il franchit la ligne d'arrivée en rendant hommage à Frederiek Nolf, membre de l'équipe Topsport Vlaanderen en 2009 et mort pendant son sommeil durant le Tour du Qatar 2009. Il finit deuxième du classement général de cette course, que remporte Wouter Mol.
Il n'est pas conservé par l'équipe Topsport Vlaanderen à l'issue de la saison 2011.

## Palmarès

### Palmarès amateur
- 2004
  - 2e des Deux Jours du Gaverstreek
  - 3e du championnat de Belgique élites sans contrat
- 2006
  - Classement final de la Topcompétition
  - Grand Prix d'Affligem
  - Classement général du Tour du Brabant flamand
  - Tour de Hong Kong Shanghai :
    - Classement général
    - 1re étape

  - 2e du Circuit de Wallonie
  - 2e de la Flèche ardennaise
  - 2e du Circuit Het Volk espoirs
  - 2e du Circuit des régions flamandes
  - 2e du Tour de la province de Liège
  - 3e du Tour du Brabant wallon
  - 3e de la Klein Brabant Classic
  - 3e de Hasselt-Spa-Hasselt
  - 3e du Memorial Thijssen

### Palmarès professionnel
- 2007
  - 3e de la Nokere Koerse
- 2010
  - 2e étape du Tour du Qatar
  - 2e du Tour du Qatar

## Résultats sur les grands tours

### Tour d'Italie
1 participation
- 2008 : non-partant (11e étape)

## Classements mondiaux
| Année           | 2006 | 2007 | 2008 | 2009 | 2010 |
| --------------- | ---- | ---- | ---- | ---- | ---- |
| UCI Asia Tour   | 33e  |      |      |      | 34e  |
| UCI Europe Tour | 476e |      |      | 573e |      |